# Polowanie na leśniczego
Polowanie na leśniczego – album polskiego zespołu muzycznego Kwadrat wydany przez Metal Mind Productions w 2006 roku, zawierający nagrania z siedmiu sesji radiowych zespołu, od października 1979 do grudnia 1982 roku.

## Lista utworów
1. Taxi nr 19 –  03:04
2. Kaczor –  03:27
3. Adaś 	–  04:14
4. Bieg 	 –  05:08
5. Quasimodo –  07:18
6. Krzaczek –  02:46
7. Obojętnie kim jesteś –   03:05
8. Ktoś raz to szczęście da –  04:13
9. Każdy patrzy swego nieba –  03:38
10. Nie wierz w bajki –  03:10
11. Taki pusty świat –  06:02
12. To co, że masz 16 lat –  04:24
13. Polowanie na leśniczego   – 05:10
14. Boy Friend –  05:09
15. Jump –  05:10
16. Dłuższy moment –  03:36
17. Na progu zdarzeń (instr.) –  05:10
18. Ktoś raz to szczęście da (instr.)  –  04:12

## Twórcy
- Teodor Danysz – instrumenty klawiszowe
- Ryszard „Górka” Węgrzyn – gitara solowa
- Adam Otręba – gitara
- Jacek Gazda – gitara basowa
- Michał Giercuszkiewicz – perkusja
- Piotr Jemielniak – perkusja
- Andrzej Zaucha – śpiew (utwór nr 7, 8, 17, 18)
- Wojciech Gorczyca – śpiew (utwór nr 9, 10, 11, 12)

### Gościnnie
- Ireneusz Dudek – organki
- Wiesław Susfał – skrzypce
- Antymos Apostolis – perkusja
- Marian Koziak – saksofon